# Яна (имя)
Я́на, Янина — женское имя, поздняя западнославянская транскрипция имени Иоанна. Является женской формой мужского имени Ян.
Женское имя «Яна» встречается не только в славянских языках, но и в скандинавских: датском, шведском, норвежском, фарерском, и передаётся как Jana. Пиком называния девочек в Скандинавии в честь святой Иоанны (с др.-евр. милость Божия) была середина 1960-х годов. Имя в христианстве восходит к праведной жене-мироносице Иоанне, жене Хуза — царедворца Ирода.
Имя Яна является уменьшительным для имён Ариан, Баян, Бояна, Гаян, Гаяния, Гордиан, Лилиана, Марианна, Севастьян, Северьян, Симфориан, Стоян, Ульян, Ульяна, Флавиан, Юлиана, Юлиания.